# F-Zero: Maximum Velocity
F-Zero: Maximum Velocity (エフゼロ フォー ゲームボーイアドバンス) es un juego de carreras futuristas de alta velocidad perteneciente a la saga F-Zero. Llegó al mercado el 22 de junio de 2001 para Game Boy Advance, siendo la tercera entrega de la saga. Sus predecesores son F-Zero de Super Nintendo (1991) y F-Zero X de Nintendo 64 (1998). Posteriormente, en 2003 y 2004 salieron otros 2 juegos de la saga, F-Zero GX para GameCube y F-Zero: GP Legend también para Game Boy Advance respectivamente.

## Historia
Captain Falcon, Dr. Stewart... Ha pasado un cuarto de siglo desde que alcanzaron la fama como pilotos de carreras de F-Zero, y con el paso del tiempo de sus días de gloria se han desvanecido y sólo queda algo parecido a una leyenda. El gran peligro de las carreras de F-Zero hizo que algunos pidieran que se les pusiera fin, pero ahora ha surgido una nueva generación de pilotos que está dispuesta a seguir escribiendo páginas en la historia de este deporte. Es la eterna búsqueda de victoria, fama y fortuna.
La humanidad se había sumido en un periodo de calma relativa después de su gran salto al espacio. Entre los que se están recuperando del frenesí inicial de las carreras espaciales se encontraban los poderosos comerciantes de la época. Con la experiencia comprobaron que si bien los grandes trayectos espaciales ofrecían increíbles oportunidades comerciales, con estas grandes distancias también sufrían los estragos de la piratería. Llegaron a la conclusión de que no podían afrontar el coste de que les robaran constantemente, por lo que terminaron limitándose a regular y defender sus territorios. Sus prácticas empresariales conservadoras hicieron que un gran número de pilotos espaciales de alto nivel se quedaran sin empleo, y por ello surgió un audaz grupo de hombres y mujeres que deseaban hacerse ricos del único modo posible: como pilotos de F-Zero.

## Modos de Juego
En F-Zero: Maximum Velocity existen cinco modos diferentes de juego: GRAND PRIX, TRAINING, MULTIPAK LINK, SINGLE-PAK LINK y CHAMPIONSHIP.

### Grand Prix
El modo Gran Prix es el apartado principal del juego donde poder competir en las distintas copas y en distintos niveles de dificultad. Cada copa está compuesta por cinco circuitos diferentes, notándose cierta complejidad gradual según se va avanzando.

### Training
En el modo Training el jugador puede correr en los distintos circuitos recorridos en el modo Gran Prix, pudiendo entrenar en un circuito concreto sin necesidad de correr en el resto de circuitos.

### Multipak Link
El modo Multipak Link es un modo multijugador donde hasta un máximo de cuatro jugadores pueden competir entre sí en los diversos circuitos del juego, haciendo uso de tantos cartuchos de juego como jugadores haya.

### Singlepak Link
El modo Singlepak Link es un modo multijugador donde, al igual que en el modo Multipak Link, hasta un máximo de cuatro jugadores pueden competir entre sí, pero con la diferencia de que este modo es más limitado al hacer uso de un único cartucho de juego.

### Championship
El modo Championship, inicialmente oculto, es un modo donde es posible jugar en un circuito único no disponible en ninguna copa. En este circuito es posible jugar tantas veces como se quiera, intentando mejorar en cada ocasión el tiempo establecido en el circuito.

## Naves
- Hot Violet: disponible desde el inicio.
- Fire Ball: disponible desde el inicio.
- J.B. Crystal: disponible desde el inicio.
- Wind Walker: disponible desde el inicio.
- Sly Joker: aparece cuando completas el nivel STANDARD de las tres primeras copas.
- The Stingray: aparece cuando completas el nivel EXPERT de las tres primeras copas.
- Silver Thunder: aparece cuando completas el nivel EXPERT de la copa QUEEN.
- Falcon MK-II: aparece cuando completas un nivel MASTER de cualquier copa.
- Fighting Comet: aparece cuando completas el nivel MASTER de las 4 copas.
- Jet Vermilion: aparece cuando hayas conseguido todas las naves anteriores y hayas completado las 4 copas en el nivel MASTER con todas ellas, con las 9. También puede aparecer si completas el circuito de championship track 255 veces.

## Copas y Circuitos

### Pawn
- Bianca City: Stretch Circuit
- Stark Farm: First Circuit
- Empyrean Colony: Dash Circuit
- Stark Farm: Second Circuit
- Cloud Carpet: Long Jump Circuit

### Knight
- Tenth Zone East: Snake Circuit
- Beacon Port: Crossroad Circuit
- Synobazz: Explosive Circuit
- Ancient Mesa: Split Circuit
- Stark Farm: Third Circuit

### Bishop
- Bianca City: Tightrope Circuit
- Ancient Mesa: Skating Circuit
- Crater Land: Skid Zone Circuit
- Cloud Carpet: Icarus Circuit
- Bianca City: Ultimate Circuit

### Queen
- Crater Land: Loop Circuit
- Tenth Zone East: Plummet circuit
- Empyrean Colony: Twist Circuit
- Fire Field: Land Mine Circuit
- Fire Field: Warrior Circuit

Una vez escogida una nave con la que competir y seleccionada una copa para comenzar a correr, existen 3 niveles de dificultad: BEGINNER, STANDARD y EXPERT. Una vez que se consigue superar una copa en modo EXPERT, en esa misma copa aparece un nuevo nivel de dificultad, MASTER.